# (6367) 1982 FY2
A (6367) 1982 FY2 a Naprendszer kisbolygóövében található aszteroida. Henri Debehogne fedezte fel 1982. március 18-án.